# Ludwig Senfft von Pilsach
Friedrich Christian Ludwig Senfft von Pilsach, noto come Ludwig Senfft von Pilsach (Oberschmon, 4 gennaio 1774 – Innsbruck, 17 febbraio 1853), è stato un diplomatico e politico tedesco naturalizzato austriaco.

## Biografia
Proveniente dalla nobile famiglia sassone dei Senfft von Pilsach, Ludwig era il figlio sestogenito del politico Adam Friedrich Senfft von Pilsach (1723–1783).
Studiò legge presso l'Università di Lipsia ed iniziò una carriera di grande successo nel servizio civile sassone a partire dal 1793. Per i suoi meriti, fu elevato al titolo di conte. Fino al 1809 lavorò come ambasciatore sassone a Parigi, trattando direttamente con Napoleone, ma venne poi sostituito dal barone Wilhelm August von Just che assunse tale incarico ad interim e poi in via definitiva. Nel 1810-1813 Ludwig Senfft von Pilsach fu ministro nel regno di Sassonia, dirigendo gli armamenti contro l'aggressione dell'esercito russo, ma sostenne nel contempo un riavvicinamento dei rapporti tra Sassonia e Austria, motivo per cui si attirò le ire di Napoleone.
Dopo la battaglia di Lipsia (1813), Senfft von Pilsach entrò quindi nel servizio diplomatico austriaco sotto l'ala protettrice di Klemens von Metternich, il quale dal 1813 lo utilizzò come proprio agente segreto nella Confederazione Elvetica nel tentativo di far pressione, dal dicembre del 1813, affinché le autorità bernesi revocassero la costituzione di mediazione e ripristinassero la loro vecchia carta costituzionale. Le violente reazioni suscitate in Svizzera dalle azioni del Senfft costrinsero Metternich a richiamarlo a Vienna nel gennaio del 1814. Divenne consigliere privato e ciambellano dell'imperatore, congedandosene nel 1815 e vivendo a Parigi dal 1817. Lì decise di convertirsi alla fede cattolica nel 1819 assieme alla moglie, Henriette Caroline von Werthern-Beichlingen, nipote del barone Heinrich Friedrich Karl vom und zum Stein.
Nel 1825 venne chiamato nuovamente in servizio dall'Austria che richiese i suoi servigi come ambasciatore imperiale a Torino, passando poi nel 1832 alla corte di Firenze, nel 1836 a quella de L'Aia, nel 1839 a quella di Londra ed infine nel 1848 fu ambasciatore straordinario a Monaco di Baviera.
Si stabilì a Innsbruck dove morì nel 1853.